# 금곡중학교 (부산)
금곡중학교(金谷中學校)는 대한민국 부산광역시 북구 금곡동에 있는 공립 중학교이다.

## 학교 연혁
- 1994년 11월 11일 : 금곡중학교 설립 인가
- 1995년 3월 5일 : 초대 백영기 교장 취임
- 1995년 3월 6일 : 제1회 입학식 (8학급 375명)
- 1996년 4월 4일 : 개교기념일로 정함
- 2006년 5월 9일 : 다목적강당 개관으로 예체능교육의 활성화
- 2008년 2월 19일 : 도서관 개관으로 독서 교육의 활성화
- 2009년 3월 1일 : 부산시교육청 지정 방과후학교 연구학교 운영
- 2013년 3월 1일 : 교과교실 구축(영어, 수학), 급식실 현대화 사업
- 2022년 9월 1일 : 제12대 이재혁 교장 취임
- 2023년 3월 1일 : 부산시교육청 지정 아침 운동 체인지(體仁智) 연구학교 운영
- 2024년 12월 30일 : 제28회 졸업식(4학급 88명, 졸업생 총 수 6,920명)
- 2025년 3월 4일 : 제31회 입학식 (4학급 90명)

## 참고 자료
- 금곡중학교 - 한국교육학술정보원 학교알리미